# Opelytus
Opelytus is een geslacht van hooiwagens uit de familie Epedanidae.
De wetenschappelijke naam Opelytus is voor het eerst geldig gepubliceerd door Roewer in 1927. 

## Soorten
Opelytus omvat de volgende 4 soorten:
- Opelytus rugichelis
- Opelytus simoni
- Opelytus spinichelis
- Opelytus vepretum